# Dalibor
Dalibor er en tjekkisk opera i tre akter af Bedřich Smetana. Librettoen blev skrevet på tysk af Josef Wenzig og oversat til tjekkisk af Ervin Spindler. Den blev uropført ved Nové České Divadlo (Nyt tjekkisk teater) i Prag den 16. maj 1868.
Operaens titel er også navnet på dens hovedperson; Dalibor z Kozojed var en tjekkisk ridder, som deltog i en opstand til støtte for de undertrykte folk. Han blev dømt til døden i 1498 under Vladislav II. Plottet ligner plottet i Beethovens opera Fidelio, eftersom den kvindelige hovedperson i hver opera forklæder sig i mandetøj i et forsøg på at forsøge at redde helten.
Operaen fik kritik på det tidspunkt for at være alt for påvirket af tysk opera, herunder af Richard Wagner. Smetana var dog meget glad for denne opera, men på grund af den lunkne modtagelse, den fik, døde han senere i den tro, at den måtte være en fiasko. Ved en genopsætning i 1886, to år efter komponistens død, fik blev den dog en succes. I 1890'erne blev operaen sat op i Zagreb, München og Hamborg. Gustav Mahler fik desuden foranstaltet en produktion i Wien i 1892.

## Roller
| Rolle                                       | Stemmetype | Originalbesætning, 16. maj 1868 (Dirigent: -) |
| ------------------------------------------- | ---------- | --------------------------------------------- |
| Vladislav, tjekkisk konge                   | Baryton    |                                               |
| Dalibor, en ridder                          | Tenor      |                                               |
| Budivoj, leder af slotsvagten               | Baryton    |                                               |
| Benes, arrestforvarer                       | Bas        |                                               |
| Vítek, en af Dalibors lejesoldater          | Tenor      |                                               |
| Milada, søster til burggrafen af Ploškovice | Sopran     |                                               |
| Jitka, en landsbypige fra Dalibors ejendom  | Sopran     |                                               |
| En af dommerne                              | Bas        |                                               |
| Mennesker, dommere, lejesoldater, kor       |            |                                               |

## Diskografi
På tjekkisk
- 1950, Jaroslav Krombholc (dirigent), Orkestret og koret ved nationalteatret i Prag; Václav Bednar, Beno Blachut, Teodor Šrubař, Karel Kalaš, Antonín Votava, Marie Podvalová, Stefa Petrova, Jan Hadraba, Jaroslav Kubala, Josef Loskot, Ferdinand Kotas, František Trnka
- 1967, Jaroslav Krombholc (dirigent), Orkestret og koret ved nationalteatret i Prag; Jindrak, Přibyl, Švorc, Horáček, Švehla, Kniplová, Svobodová-Janků, Jedlicka
- 1977, Eve Queler (dirigent), Opera Orchestra New York og New York Choral Society; Allan Munk, Nicolai Gedda, Harlan Foss, Paul Plishka, John Carpenter, Teresa Kubiak, Nadia Šormová, Raymond Gniewek
- 1995 Zdeněk Košler (dirigent), Orkestret og koret ved nationalteatret i Prag; Eva Urbanová, Jiřina Markova, Leo Marian Vodička, Ivan Kusnjer, Miroslav Kopp, Vratislav Kriz, Jiří Kalendovský, Bohuslav Maršík[2]
- 1999, Yoram David (dirigent), Orchestra e Coro del Teatro Lirico di Cagliari, Eva Urbanová, Valerij Popov, Valeri Alexejev, Dagmar Schellenberger, Jiri Kalendovsky, Damir Basyrov, Valentin Prolat, Carmine Monaco, Alexandr Blagodarnyi, Bruno Pestarino

På tysk
- 1969, Josef Krips (dirigent), Orchester und Chor der Wiener Staatsoper, Eberhard Wächter, Ludovico Spiess, Oskar Czerwenka, Walter Kreppel, Adolf Dallapozza, Tugomir Franc, Leonie Rysanek-Gausmann, Lotte Rysanek